# Vacri
Vacri är en ort och kommun i provinsen Chieti i regionen Abruzzo i Italien. Kommunen hade 1 636 invånare (2018).